# 鶴田静
鶴田静（つるた しずか、1942年11月5日- ）は、日本のエッセイスト。ベジタリアン。

## 人物・来歴
東京生まれ。明治大学文学部仏文科卒。1975年から77年までウィリアム・モリス研究のため英国に滞在。ベジタリアンになり、その思想と料理を研究する。
帰国後1979年、最初のエッセイを出版して以来、自然生活、環境、食文化、庭園と草花につい ての執筆、英語翻訳をする。
夫は写真家のエドワード・レビンソン（1953-　）。2016年、第1回「日本ベジタリアン・アワード」大賞受賞。

## 著書
- 『ロンドンの美しい町』晶文社, 1979.11
- 『ベジタリアンクッキング 大地の香り 四季の味』越田悟金 写真. 柴田書店, 1986.2
- 『ベジタリアンの文化誌 食べること生きること』晶文社, 1988.2　のち中公文庫
- 『ベジタリアン・ライフ・ノート 地球のリズムで生きてみる』文化出版局, 1988.5 改題「気持ちのいい生活 地球のリズムで生きてみる」(女性文庫) 学陽書房, 1996.2
- 『マザーアース・キッチン』エドワード・レビンソン写真. 柴田書店, 1990.8
- 『野の花とともに』(Flower collection) エドワード・レビンソン撮影. 家の光協会, 1994.2
- 『田園に暮す』エドワード・レビンソン 写真. 柴田書店, 1994.2　のち文春文庫
- 『はじめての自然菜園』子どもとはじめる自然<冒険>図鑑 7 岩波書店, 1994.5
- 『いま、自然を生きる』岩波書店, 1996.12
- 『ベジタリアンの世界 肉食を超えた人々』人文書院, 1997.10
- 『緑の暮らしに癒されて』大和書房, 1997.5
- 『ベジタリアン宮沢賢治』晶文社, 1999.11
- 『出会いたい野の花たち』エドワード・レビンソン写真. 文化出版局, 2000.4
- 『野菜いっぱい大地の食卓』エドワード・レビンソン写真. 光文社(知恵の森文庫), 2003.7
- 『ベジタリアンのいきいきクッキング 豆と野菜のおいしい80品』エドワード・レビンソン写真. 日本放送出版協会, 2003.9
- 『母なる自然の食卓 大地のメッセージ』東洋書林, 2004.6
- 『二人で建てた家 「田園に暮す」それから』エドワード・レビンソン写真. (文春文庫plus) 2006.3
- 『犬がくれた幸福』岩波書店, 2006.6
- 『茶箱のなかの宝もの わたしの昭和ものがたり』岩波書店, 2007.3
- 『丘のてっぺんの庭花暦』エドワード・レビンソン写真. 淡交社, 2009.4
- 『庭の恵みを楽しむ料理』朝日新聞出版, 2011.3
- 『宮沢賢治の菜食思想』晶文社, 2013.6
- 『サクラと小さな丘の生きものがたり』ぷねうま舎, 2016.4

### 共編著
- 『ベジタリアン・クックブック』編著, ザ・ファーム, 木津川園子 イラスト. 野草社, 1982.4
- 『作って食べようなっとうの本』永山久夫共著. 文化出版局 (Natural taste in kitchen) , 1982.6

### 翻訳
- マリリン・バーンズ著, サンディ・クリフォード絵『カラダにいいものを食べよう』(子どものためのライフ・スタイル) 晶文社, 1985.7
- グレッチェン・アンダーソン, カレン・ミローヌ『おいしい若草物語 おはなしつき料理の本』文化出版局, 1987.4
- リンダ・マッカートニー, ピーター・コックス著, リチャード・ホートン写真『リンダ・マッカートニーの地球と私のベジタリアン料理』深谷哲夫共訳. 文化出版局, 1992.9
- キャロル・J.アダムズ『肉食という性の政治学 フェミニズムーベジタリアニズム批評』新宿書房, 1994.5
- ジル・ハミルトン, ペニー・ハート, ジョン・シモンズ『ウィリアム・モリスの庭 デザインされた自然への愛』東洋書林, 2002.5
- エドワード・レビンソン『エドさんのピンホール写真教室 スローライフな写真術』岩波書店, 2007.4